# (5340) Burton
(5340) Burton es un asteroide perteneciente al cinturón de asteroides, descubierto el 24 de septiembre de 1960 por Cornelis Johannes van Houten en conjunto a su esposa también astrónoma Ingrid van Houten-Groeneveld y el astrónomo Tom Gehrels desde el Observatorio del Monte Palomar, Estados Unidos.

## Designación y nombre
Designado provisionalmente como 4027 P-L. Fue nombrado Burton en honor al estadounidense William Butler Burton, desde 1981 profesor de astronomía en la Universidad de Leiden. Fue alumno de Peter van de Kamp en el Observatorio Sproul. Su principal interés es la estructura del sistema galáctico en diferentes longitudes de onda. Ejerció como presidente de la Comisión 33 de la IAU (Estructura y Dinámica del Sistema Galáctico) de 1985 a 1987 y es presidente del equipo científico de la colaboración DENIS (Encuesta de infrarrojo cercano profundo del cielo meridional).

## Características orbitales
Burton está situado a una distancia media del Sol de 3,083 ua, pudiendo alejarse hasta 3,498 ua y acercarse hasta 2,667 ua. Su excentricidad es 0,134 y la inclinación orbital 3,480 grados. Emplea 1977,26 días en completar una órbita alrededor del Sol.

## Características físicas
La magnitud absoluta de Burton es 12,8. 